# 大马眼
大马眼（英語：Eye on Malaysia）是一座曾營運的流动观景摩天轮。該設施於2007年在馬來西亞吉隆坡開始營運，隨後於2008年遷至馬六甲持續營運到2010年。
大部分資料來源將「大馬眼」的總高度定為60公尺（約197英尺）。然而，馬來西亞的報紙《星報》中存在一些相互矛盾的報導，提到的高度則有60公尺和62公尺（約203英尺）兩種不同的數據。

## 歷史

### 吉隆坡
2007年，大馬眼首次在吉隆坡的蒂蒂旺沙湖公園營運。 乘客可以在12分鐘的車程中欣賞到市中心以及超過20公里（12英里）的周邊地區，包括吉隆坡塔、文化宮和雙峰塔等地的360度全景視圖。 這座摩天輪於2007年1月6日啟用，並在时任首相阿都拉·巴达威主持的「2007馬來西亞旅遊年」啟動儀式上正式揭幕。旅遊部長東姑安南表示，安裝摩天輪則花費3000萬令吉。
觀景輪高197英尺。共有42間乘客吊艙，最多可同時容納8人，總共可容納336名乘客。乘車時間為12分鐘，每小時總載客量為1,680人。

### 馬六甲
大馬眼於2008年底搬遷至馬六甲市的馬六甲河旁的哥打拉克薩馬納花園營運。 然而，由於其所有者皆比利時休閒設備租賃公司Fitraco NV和馬來西亞摩天輪的營運商之間發生了法律糾紛，大馬眼在2010年1月停止了營運。並在同年10月被拆除並賣給外部買家。